# Korošin
Korošin je priimek v Sloveniji, ki ga je po podatkih Statističnega urada Republike Slovenije na dan 1. januarja 2010 uporabljalo 33 oseb.

## Znani nosilci priimka
- Janez Korošin (*1935), fotograf